# 강원특별자치도의 유형문화재 (제101호 ~ 제200호)
강원특별자치도의 유형문화재는 지방유형문화재 중에서 강원특별자치도 내에 있는 문화재를 의미한다.

## 지정목록

### 제101호 ~ 제200호
| 번호  | 사진 | 명칭 | 소재지                                               | 관리자 (단체)                  | 지정일                                                          | 참조 |
| 101호 |      | 평창향교 (平昌鄕校)                                                                                     | 강원 평창군 평창읍 하리 204                          | 향교재단                       | 1985년 1월 17일 지정                                            |      |
| 102호 |      | 삼척향교 (三陟鄕校)                                                                                     | 강원 삼척시 교동 566                                 | 향교재단                       | 1985년 1월 17일 지정                                            |      |
| 103호 |      | 원주보문사청석탑 (原州普門寺靑石塔)                                                                     | 강원 원주시 행구동 산105                             | 보문사                         | 1985년 9월 13일 지정                                            |      |
| 104호 |      | 신흥사보제루 (神興寺普濟樓)                                                                             | 강원 속초시 설악동 170                               | 신흥사                         | 1985년 9월 13일 지정                                            |      |
| 105호 |      | 요동백김응하장군묘비 (遼東伯金應河將軍廟碑)                                                             | 강원 철원군 철원읍 화지9리 산1-1                     | 철원군                         | 1985년 9월 13일 지정                                            |      |
| 106호 |      | 원주용소막성당 (原州龍召幕聖堂)                                                                         | 강원 원주시 신림면 용암리 719-2                      | 천주교원주교구장               | 1986년 5월 23일 지정                                            |      |
| 107호 |      | 강릉회암영당주희영정 (江陵晦庵影堂朱熹影幀)                                                             | 강원 강릉시 유천동 328                               | 주흥수                         | 1986년 11월 19일 지정                                           |      |
| 108호 |      | 삼척영은사괘불 (三陟靈隱寺掛佛)                                                                         | 강원 평창군 진부면 동산리 63                         | 월정사                         | 1986년 11월 19일 지정                                           |      |
| 109호 |      | 영월법흥사석분 (寧越法興寺石墳)                                                                         | 강원 영월군 무릉도원면 법흥리 422-4                  | 법흥사                         | 1988년 8월 25일 지정                                            |      |
| 110호 |      | 문정공조충지석 (文正公趙沖誌石)                                                                         | 강원 횡성군 횡성읍 정암리 산207-1                    | 횡성군                         | 1989년 5월 1일 지정                                             |      |
| 111호 |      | 강릉보광리석조여래좌상 (江陵普光里石造如來坐像)                                                         | 강원 강릉시 성산면 보광리 산400                      | 강릉시                         | 1992년 6월 10일 지정                                            |      |
| 112호 |      | 강릉관음리오층석탑 (江陵觀音里五層石塔)                                                                 | 강원 강릉시 성산면 관음리 774                        | 강릉시                         | 1992년 6월 10일 지정                                            |      |
| 113호 |      | 정선강릉부삼산봉표 (旌善江陵府蔘山封標)                                                                 | 강원 정선군 정선읍 회동리 산1                        | 정선군                         | 1994년 9월 23일 지정                                            |      |
| 114호 |      | 영월정종대왕태실및태실비 (寧越正宗大王胎室및胎室碑)                                                     | 강원 영월군 영월읍 정양리 산133                      | 영월군                         | 1995년 9월 18일 지정                                            |      |
| 115호 |      | 화천성불사지석불입상 (華川成佛寺址石佛立像)                                                             | 강원 화천군 간동면 유촌리 산20-2                     | 화천군                         | 1996년 2월 27일 지정                                            |      |
| 116호 |      | 박중신문과급제교지 (朴中信文科及第敎旨)                                                                 | 강원 강릉시 죽헌동 177-4 강릉시오죽헌시립박물관      | 강릉시오죽헌시립박물관         | 1996년 2월 27일 지정                                            |      |
| 117호 |      | 원주흥양리마애불좌상 (原州興陽里磨崖佛坐像)                                                             | 강원 원주시 소초면 흥양리 산1                        | 원주시                         | 1998년 9월 5일 지정                                             |      |
| 118호 |      | 원주수암리마애삼존불상 (原州壽岩里磨崖三尊佛像)                                                         | 강원 원주시 소초면 수암리 산254-2                    | 원주시                         | 1998년 9월 5일 지정                                             |      |
| 119호 |      | 원주평장리마애공양보살상 (原州平庄里磨崖供養菩薩像)                                                     | 강원 원주시 소초면 평장리 산78-2                     | 원주시                         | 1998년 9월 5일 지정                                             |      |
| 120호 |      | 원주매지리석조보살입상 (原州梅芝里石造菩薩立像)                                                         | 강원 원주시 흥업면 매지리 1368                       | 원주시                         | 1998년 9월 5일 지정                                             |      |
| 121호 |      | 홍천수타사소조사천왕상 (洪川壽陀寺塑造四天王像)                                                         | 강원 홍천군 동면 덕치리 9                            | 수타사                         | 1998년 9월 5일 지정                                             |      |
| 122호 |      | 홍천수타사영산회상도 (洪川壽陀寺靈山會上圖)                                                             | 강원 홍천군 동면 덕치리9                             | 수타사                         | 1998년 9월 5일 지정                                             |      |
| 123호 |      | 홍천수타사지장시왕도 (洪天壽陀寺地藏十王圖)                                                             | 강원 홍천군 동면 덕치리 9                            | 수타사                         | 1998년 9월 5일 지정                                             |      |
| 124호 |      | 난설헌시집목판초간본 (蘭雪軒詩集木板初刊本)                                                             | 강원 강릉시 죽헌동 177-4 강릉시오죽헌시립박물관      | 강릉시오죽헌시립박물관         | 1998년 9월 5일 지정                                             |      |
| 125호 |      | 양구심곡사목조아미타삼존불좌상및복장유물 (楊口深谷寺木造阿彌陀三尊佛坐像및腹藏遺物)                     | 강원 양구군 양구읍 송청리                            | 심곡사                         | 1999년 2월 20일 지정                                            |      |
| 126호 |      | 동해지상사철불좌상 (東海池上寺鐵佛坐像)                                                                 | 강원 동해시 지가동 353-1번지                         | 쌍계사                         | 1999년 10월 30일 지정                                           |      |
| 127호 |      | 삼척흥전리삼층석탑재 (三陟興田里三層石塔材)                                                             | 강원 삼척시 도계읍 흥전리 산92-1                     | 삼척시장                       | 2000년 1월 22일 지정                                            |      |
| 128호 |      | 영월서곡정사석조약사여래입상 (寧越瑞谷精舍石造藥師如來立像)                                             | 강원 영월군 서면 쌍용리 140-2 서곡정사               | 서곡정사                       | 2001년 12월 29일 지정                                           |      |
| 129호 |      | 강릉송라사석조약사여래좌상 (江陵松蘿寺石造藥師如來坐像)                                                 | 강원 강릉시 연곡면 방내리 356-1                      | 송라사                         | 2001년 12월 29일 지정                                           |      |
| 130호 |      | 영원사목불좌상및복장유물 (영원寺木佛坐像및腹藏遺物)                                                     | 강원 평창군 진부면 동산리 월정사 성보박물관          | 월정사                         | 2001년 12월 29일 지정                                           |      |
| 131호 |      | 월정사북대고운암목조석가여래좌상및복장유물 (月精寺北臺孤雲庵木造釋迦如來坐像및腹藏遺物)                 | 강원 평창군 진부면 동산리 63-1 월정사성보박물관      | 월정사                         | 2001년 12월 29일 지정                                           |      |
| 132호 |      | 운흥사목조아미타불좌상및복장유물 (雲興寺木造阿彌陀佛坐像및腹藏遺物)                                     | 강원 평창군 진부면 동산리 63-1 월정사성보박물관      | 월정사                         | 2001년 12월 29일 지정                                           |      |
| 133호 |      | 용다사동종 (龍茶寺銅鐘)                                                                                 | 강원 평창군 진부면 동산리 63-1 월정사성보박물관      | 월정사                         | 2001년 12월 29일 지정                                           |      |
| 134호 |      | 영원사비로자나불후불탱화 (영원寺毘盧舍那佛後佛幀畵)                                                     | 강원 평창군 진부면 동산리 63-1 월정사성보박물관      | 월정사                         | 2001년 12월 29일 지정                                           |      |
| 135호 |      | 영원사감로탱화 (영원寺甘露幀畵)                                                                         | 강원 평창군 진부면 동산리 63-1 월정사성보박물관      | 월정사                         | 2001년 12월 29일 지정                                           |      |
| 136호 |      | 구룡사삼장탱화및복장유물 (龜龍寺三藏幀畵및腹藏遺物)                                                     | 강원 평창군 진부면 동산리 63-1 월정사성보박물관      | 월정사                         | 2001년 12월 29일 지정                                           |      |
| 137호 |      | 운수암관음변상탱화 (雲水庵觀音變湘幀畵)                                                                 | 강원 평창군 진부면 동산리 63-1 월정사성보박물관      | 월정사                         | 2001년 12월 29일 지정                                           |      |
| 138호 |      | 운흥사천룡탱화 (雲興寺天龍幀畵)                                                                         | 강원 평창군 진부면 동산리 63-1 월정사성보박물관      | 월정사                         | 2001년 12월 29일 지정                                           |      |
| 139호 |      | 보덕사사성전후불탱화및복장유물 (報德寺四聖殿後佛幀畵및腹藏遺物)                                         | 강원 평창군 진부면 동산리 63-1 월정사성보박물관      | .                              | 2001년 12월 29일 지정                                           |      |
| 140호 |      | 영은사범일국사진영 (靈隱寺梵日國師眞影)                                                                 | 강원 평창군 진부면 동산리 63-1 월정사성보박물관      | 월정사                         | 2001년 12월 29일 지정                                           |      |
| 141호 |      | 영은사사명당대선사진영 (靈隱寺四溟堂大禪師眞影)                                                         | 강원 평창군 진부면 동산리 63-1 월정사성보박물관      | 월정사                         | 2001년 12월 29일 지정                                           |      |
| 142호 |      | 김관영정 (金瓘影幀)                                                                                     | 강원 횡성군 갑천면 상대리 119                        | 김성규                         | 2001년 12월 29일 지정                                           |      |
| 143호 |      | 속초신흥사목조아미타삼존불좌상및복장유물 (束草神興寺木造阿彌陀三尊佛坐像및腹藏遺物)                     | 강원 속초시 설악동 170 신흥사 극락보전내             | 신흥사주지                     | 2003년 4월 25일 지정, 2011년 9월 5일 해제, 보물 제1721호로 승격 |      |
| 144호 |      | 태백장명사목불좌상 (太白長明寺木佛坐像)                                                                 | 강원 태백시 장성동 228-1 장명사 대웅전내             | 장명사주지                     | 2003년 12월 20일 지정                                           |      |
| 145호 |      | 원주구룡사보광루 (原州龜龍寺普光樓)                                                                     | 강원 원주시 소초면 학곡리 1029                       | 구룡사주지                     | 2004년 1월 17일 지정                                            |      |
| 146호 |      | 강릉청학사소장석조관음보살상및복장유물 (江陵 靑鶴寺 所藏 石造觀音菩薩像 및 腹藏遺物)                    | 강원 강릉시 구정리 29번지                            | 청학사                         | 2007년 1월 19일 지정                                            |      |
| 147호 |      | 삼척천은사목조아미타삼존불좌상 (三陟 天恩寺 木造阿彌陀三尊佛坐像)                                       | 강원 삼척시 미로면 내미로리 천은사                   | 천은사                         | 2007년 1월 19일 지정                                            |      |
| 148호 |      | 삼척천은사금동약사여래입상 (三陟 天恩寺 金銅藥師如來立像)                                               | 강원 평창군 진부면 동산리 63-1 월정사 성보박물관     | 월정사                         | 2007년 11월 23일 지정                                           |      |
| 149호 |      | 강릉관음사소장목조관음보살좌상 (江陵 觀音寺 所藏 木造觀音菩薩坐像)                                      | 강원 강릉시 금학동 29번지 관음사                     | 관음사                         | 2007년 11월 23일 지정                                           |      |
| 150호 |      | 강릉관음사소장동종 (江陵 觀音寺 所藏 銅鍾)                                                              | 강원 강릉시 금학동 29번지 관음사                     | 관음사                         | 2007년 11월 23일 지정                                           |      |
| 151호 |      | 원주고판화박물관소장안심사판제진언집 (原州 古版畵博物館 所藏 安心寺版 諸眞言集)                         | 강원 원주시 신림면 황둔리 1706-6 원주 고판화박물관   | 원주 고판화박물관(관장 한상길) | 2008년 5월 9일 지정                                             |      |
| 152호 |      | 원주고판화박물관소장덕주사판불설아미타경 (原州 古版畵博物館 所藏 德周寺版 佛說阿彌陀經)                 | 강원 원주시 신림면 황둔리 1706-6 원주 고판화박물관   | 원주 고판화박물관(관장 한상길) | 2008년 5월 9일 지정                                             |      |
| 153호 |      | 원주고판화박물관소장용천사판불설아미타경 (原州 古版畵博物館 所藏 龍泉寺版 佛說阿彌陀經)                 | 강원 원주시 신림면 황둔리 원주 고판화박물관          | 원주 고판화박물관(관장 한상길) | 2008년 5월 9일 지정                                             |      |
| 154호 |      | 원주고판화박물관소장안심사판옥추경 (原州 古版畵博物館 所藏 安心寺版 玉樞經)                             | 강원 원주시 신림면 황둔리 1706-6 원주 고판화박물관   | 원주 고판화박물관(관장 한상길) | 2008년 5월 9일 지정                                             |      |
| 155호 |      | 춘천 장절공 신숭겸 신도비 (春川 壯節公 申崇謙 神道碑)                                                   | 강원 춘천시 서면 방동리 821-1번지                    | 평산신씨 대종중                | 2009년 5월 22일 지정                                            |      |
| 156호 |      | 동해 삼화사 소장『덕주사본 천지명양수륙재의찬요』 (東海 三和寺 所藏 『德周寺本 天地冥陽水陸齋儀纂要』)  | 강원 동해시 삼화동 산172 삼화사                      | 삼화사                         | 2011년 6월 17일 지정                                            |      |
| 157호 |      | 평창 월정사 중대 사자암 목조비로자나불좌상 (平昌 月精寺 中臺 獅子庵 木造毘盧遮那佛坐像)                 | 강원 평창군 진부면 동산리 산63번지 월정사성보박물관  | 월정사                         | 2011년 8월 12일 지정                                            |      |
| 158호 |      | 평창 월정사 남대 지장암 목조지장삼존불감 (平昌 月精寺 南臺 地藏庵 木造地藏三尊佛龕)                     | 강원 평창군 진부면 동산리 산63번지 월정사성보박물관  | 월정사                         | 2011년 8월 12일 지정                                            |      |
| 159호 |      | 평창 월정사 북대 고운암 목조미륵보살좌상 (平昌 月精寺 北臺 孤雲庵 木造彌勒菩薩坐像)                     | 강원 평창군 진부면 동산리 산63번지 월정사성보박물관  | 월정사                         | 2011년 8월 12일 지정                                            |      |
| 160호 |      | 평창 상원사 문수전 목조제석천왕상 (平昌 上院寺 文殊殿 木造帝釋天王像)                                   | 강원 평창군 진부면 동산리 산1번지 상원사             | 상원사                         | 2011년 8월 12일 지정                                            |      |
| 161호 |      | 평창 상원사 문수전 목조동자상(3구) (平昌 上院寺 文殊殿 木造童子像(3軀))                                 | 강원 평창군 진부면 동산리 산1번지 상원사             | 상원사                         | 2011년 8월 12일 지정                                            |      |
| 162호 |      | 평창 상원사 영산전 석가삼존·십육나한상 및 권속 (平昌 上院寺 靈山殿 釋迦三尊·十六羅漢像 및 眷屬)         | 강원 평창군 진부면 도산리 산1번지 상원사             | 상원사                         | 2011년 8월 12일 지정                                            |      |
| 163호 |      | 속초 신흥사 금고 (束草 新興寺 金鼓)                                                                     | 강원 속초시 설악동 170번지 신흥사                    | 신흥사                         | 2011년 8월 12일 지정                                            |      |
| 164호 |      | 속초 신흥사 동종 (束草 新興寺 銅鐘)                                                                     | 강원 속초시 설악동 170번지 신흥사                    | 신흥사                         | 2011년 8월 12일 지정                                            |      |
| 165호 |      | 속초 신흥사 안양암 아미타회상도 (束草 新興寺 安養庵 阿彌陀會上圖)                                       | 강원 속초시 설악동 170번지 신흥사                    | 신흥사                         | 2011년 8월 12일 지정                                            |      |
| 166호 |      | 속초 신흥사 명부전 (束草 新興寺 冥府殿)                                                                 | 강원 속초시 설악동 170번지 (신흥사 내)               | 신흥사                         | 2011년 12월 16일 지정                                           |      |
| 167호 |      | 강릉 보현사 석조아미타삼존불상과 복장유물 (江陵 普賢寺 石造阿彌陀三尊佛坐像과 腹臟遺物)                 | 강원 강릉시 성산면 보현길 396                        | 보현사                         | 2013년 1월 11일 지정                                            |      |
| 168호 |      | 영월 만봉불화박물관 소장 시왕도 초본과 사자도 초본 (寧越 萬奉佛畵博物館 所藏 十王圖 草本과 使者圖 草本) | 강원 영월군 김삿갓면 망경대산길 135-3 만봉불화박물관 | 만봉불화박물관장               | 2013년 1월 11일 지정                                            |      |
| 169호 |      | 삼척 지장암 목조지장보살좌상과 복장유물 (三陟 地藏庵 木造地藏菩薩坐像과 腹臟遺物)                       | 강원 평창군 진부면 오대산로 374-8 월정사             | 월정사                         | 2014년 3월 7일 지정                                             |      |
| 170호 |      | 삼척 영은사 석가삼존도와 복장유물 (三陟 靈隱寺 釋迦三尊圖와 腹臟遺物)                                   | 강원 평창군 진부면 오대산로 374-8 월정사             | 월정사                         | 2014년 3월 7일 지정                                             |      |
| 171호 |      | 강릉 보현사 십육나한도 (江陵 普賢寺 十六羅漢圖)                                                         | 강원 평창군 진부면 오대산로 374-8 월정사             | 월정사                         | 2014년 3월 7일 지정                                             |      |
| 172호 |      | 홍천 수타사 흥회루 (洪川 壽陀寺 興懷樓)                                                                 | 강원 홍천군 수타사로 473 (동면, 수타사)              | 수타사                         | 2015년 8월 7일 지정                                             |      |
| 173호 |      | 강릉 보현사 목조보살좌상과 복장유물 (江陵 普賢寺 木造菩薩坐像과 腹藏遺物)                               | 강원 강릉시 성산면 보현길 396 보현사                 | 보현사                         | 2015년 3월 6일 지정                                             |      |
| 174호 |      | 원주 구룡사 목조관음보살좌상과 복장유물 (原州 龜龍寺 木造觀音菩薩坐像과 腹藏遺物)                       | 강원 원주시 소초면 구룡사로 500 구룡사               | 구룡사                         | 2015년 11월 6일 지정                                            |      |
| 175호 |      | 강릉 백운사 소장 현왕도 (江陵 白雲寺 所藏 現王圖)                                                       | 평창군 진부면 오대산로 374-8 월정사성보박물관        | 백운사                         | 2015년 11월 6일 지정                                            |      |
| 176호 | .    | 홍천 수타사 목조관음보살좌상과 복장유물 (洪川 壽陀寺 木造觀音菩薩坐像과 腹藏遺物)                       | 홍천군 수타사로 473 (동면, 수타사)                   | 수타사                         | 2016년 11월 4일 지정                                            |      |
| 177호 |      | 홍천 수타사 괘불 (洪川 壽陀寺 掛佛)                                                                     | 강원 홍천군 동면 수타사로 473 수타사 성보박물관      | 수타사                         | 2018년 10월 26일 지정                                           | ,    |
| 178호 | .    | 영월 보덕사 목조아미타삼존불좌상 (寧越 報德寺 木造阿彌陀三尊佛坐像)                                     | 강원 영월군 영월읍 보덕사길 34 보덕사                | 보덕사                         | 2018년 10월 26일 지정                                           | ,    |
| 179호 | .    | 고성 극락암 선종영가집(언해) [高城 極樂庵 禪宗永嘉集(諺解)]                                             | 강원 고성읍 간성읍 교동2길 26, 극락암                | 극락암(주지 정오)              | 2018년 10월 26일 지정                                           | ,    |
| 180호 |      | 양양 영혈사 아미타불도 (襄陽 靈穴寺 阿彌陀佛圖)                                                         | 양양군 불당골길 346 (양양읍, 영혈사)                 | 영혈사                         | 2019년 11월 29일 지정                                           | ,    |